# Sphingomorpha
Sphingomorpha é um gênero de traça pertencente à família Arctiidae.